# Sweet Home Alabama
«Sweet Home Alabama» es una canción de la banda de rock sureño estadounidense Lynyrd Skynyrd, que vio la luz en 1974 en su segundo álbum, Second Helping. La canción fue escrita como respuesta a dos composiciones de Neil Young: "Southern Man" y "Alabama", las cuales incluyen los temas del racismo y la esclavitud en el sur de los Estados Unidos. 
A pesar de la controversia, el tema de Lynyrd Skynyrd alcanzó el octavo puesto en las listas estadounidenses en 1974, y fue el segundo gran éxito del grupo. Controversias políticas aparte, se ha señalado que la línea vocal principal cantada por Van Zant parece inspirada por la canción de 1966 "You're Looking Fine", del grupo británico The Kinks, y el riff, un plagio de la canción de 1971 "Let My Song Through", del grupo norirlandés Them aunque no hubo acciones legales de por medio.

## La canción en la cultura popular
A partir de 2009, el estado de Alabama comenzó a utilizar la frase "Sweet Home Alabama" como lema oficial en las matrículas de los vehículos de motor. El gobernador Bob Riley señaló que el himno de Lynyrd Skynyrd es la tercera canción más reproducida que se refiere a un lugar específico.
La canción ha sido utilizada en varias campañas publicitarias. Una adaptación de la canción se utiliza en una publicidad de Kentucky Fried Chicken. WWE utilizó la canción como tema para su pago por visión del WWE Armageddon 2000 (que tuvo lugar en Birmingham, Alabama). 
En septiembre de 2007, el gobernador de Alabama, Bob Riley, anunció que la frase "Sweet Home Alabama" se utilizaría para promover el turismo en el estado en una campaña publicitaria de varios millones de dólares, aunque no se determinó si la canción en sí se incluiría en la campaña.
La canción es usada en el juego para PC Starcraft II: Wings of Liberty, en la gramola de la nave Hyperion.
También es utilizada en el juego de Activision Guitar Hero World Tour.
La banda Siniestro Total realizó una versión dedicada a Galicia, Miña terra galega.
En 1998, el argentino Charly García hizo junto a Javier Calamaro una versión para exaltar la "viveza criolla" en su canción Sweet Home Buenos Aires. En 1980, junto a David Lebón, compone Encuentro con el diablo, utilizando la base musical de Sweet Home Alabama y agregándole un puente en su estribillo, que también aparece en Sweet Home Buenos Aires.
Es también una de las canciones de las películas Forrest Gump, 8 Mile, The Girl Next Door y Con Air. En esta última, uno de los personajes dice en pleno vuelo «Define ironía: un puñado de idiotas bailando en un avión una canción que hizo famosa una banda muerta en un avión que se estrelló» (ciertamente no murió toda la banda, pero sí Ronnie Van Zant, Steve Gaines y Cassie Gaines).
De igual forma, aparece en la película de terror The Texas Chainsaw, cuando los jóvenes se dirigen a un concierto de dicha banda.
También aparece como una versión de una chica en el episodio 9 de la primera temporada de Malcolm in the Middle y en una transmisión de radio en el episodio 5 de la tercera temporada de la  misma serie.
También suena en la película Gru, mi villano favorito, en la escena en la que se descubre que varias pirámides de Egipto han sido robadas.
También existe una película estrenada en 2002 con el mismo título, Sweet Home Alabama, donde una chica de Alabama se va a probar suerte a Nueva York y tras alcanzar la cima del éxito regresa a Alabama para darse cuenta de que es más feliz allí.

## Personal
- Ronnie Van Zant - voz principal y coros
- Ed King - guitarra principal
- Allen Collins - guitarra rítmica y principal
- Gary Rossington - guitarras
- Billy Powell - piano
- Leon Wilkeson - bajo
- Bob Burns - batería

Personal adicional
- Clydie King - coros
- Merry Clayton - coros
- Sherlie Matthews - coros